# 1939 en Colombie-Britannique
Chronologie de la Colombie-Britannique
- 1935
- 1936
- 1937
- 1938
- 1939
- 1940
- 1941
- 1942
- 1943

Cette page concerne des événements qui se sont produits durant l'année 1939 dans la province canadienne de Colombie-Britannique.

## Politique
- Premier ministre : Thomas Dufferin Pattullo.
- Chef de l'Opposition : Royal Lethington Maitland du Parti Conservateur
- Lieutenant-gouverneur : Eric Werge Hamber
- Législature :